# Lijst van Belgische adelsverheffingen 1923
Personen die in 1923 in de Belgische adel werden opgenomen of een adellijke titel verwierven.

## Baron
- Jonkheer Albert Donny (1900-1977), luitenant-kolonel, de titel baron, overdraagbaar bij eerstgeboorte.
- Louis Ruquoy (1861-1937), luitenant-generaal, erfelijke adel en titel baron, overdraagbaar bij eerstgeboorte.
- Jonkheer Frédéric de Ryckel (1897-1973), de titel baron, overdraagbaar bij eerstgeboorte op zijn broers of hun mannelijke afstammelingen.
- Jonkheer Gaston de Trannoy (1880-1960), generaal-majoor, de persoonlijke titel baron.
- Jonkheer Joseph Paul Verhaegen (1859-1950), raadsheer bij het Hof van Cassatie, historicus, de persoonlijke titel baron.

## Barones
- Marie-Thérèse von Heinsberg (1849-1927), weduwe van Adolphe von Blanckart (1841-1909), Pruisisch baron, opname in de Belgische adel, met voor haar twee dochters, Berthe (1876-1927) en Marthe (1877-1957) de titel barones.

## Ridder
- Jonkheer Arnold Poullet (1869-1927), voorzitter van het hof van beroep van Luik, erfelijke adel met de titel ridder, overdraagbaar bij eerstgeboorte.

## Jonkheer
- Louis Cavens (1857-1941), stichter van de haveninstallaties in Brussel, erfelijke adel. Hij trouwde met Victoire Abts (1857-1941), maar ze bleven kinderloos.
- Pierre Delvaux de Fenffe (1893-1965), erfelijke adel.
- Jacques Adolphe Delvaux de Fenffe (1894-1962), ambassadeur, erfelijke adel.
- Leon de Dorlodot (1849-1928), erfelijke adel.
- Georges Henry de Frahan (1866-1940), burgemeester van Lisogne, bankier, erfelijke adel.
- Maurice Henry de Frahan (1871-1948), erfelijke adel.
- Victor Henry de Frahan (1881-1957), burgemeester van Lisogne, erfelijke adel.
- Hector Eugène Henry de Frahan (1881-1951), erfelijke adel.
- Henri-Joseph-Ernest Henry de Frahan (1887-1952), erfelijke adel.
- Paul Malou (1913-1935), erfelijke adel.
- André Malou (1914-1978), erfelijke adel.
- Pierre Malou (1890-1972), burgemeester van Sint-Agatha-Rode, erfelijke adel.
- Emile Taymans d'Eypernon (1832-1935), erfelijke adel.